# Claudius Florimund de Mercy

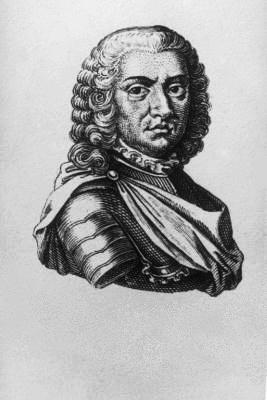
Claudius Florimund Mercy

Claudius Florimund de Mercy  cunoscut și sub numele Contele Mercy (n. 1666, Martin Fontaine, în Longwy regiunea Lorena; d. 29 iunie 1734, căzut în bătălia pentru castelul Crocetta, în apropiere de Parma) a fost un feldmareșal imperial. În anul 1700  a fost consemnat Claudius Florimund Mercy ca domn de Fontoy, Looten și Schöndorf [2]. Tatăl lui a fost ridicat în 23 septembrie 1686 la rangul de Baron. 

## Biografie
Bunicul lui a fost François Comte de Mercy, (născut în Longwy, Lorena, decedat la data de 3 august 1645), fost general în armata bavareză și apoi în armata imperială austro-ungară. 
Părinții săi au fost Comte Pierre Ernest de Mercy (1641–1686) și Marie Christiane d'Allamont. Florimund Claudius de Mercy nu a avut copii. El a adoptat doi copii de neam îndepărtat, care i-au preluat titlul "de Mercy": Antoin Mercy d'Argenteau, decedat în 1676, și fratele lui, Florimond Claude Mercy d'Argenteau (1727-1794), moștenitorul averii părintești.

## Activitate istorică
A activat ca general în armata lui Eugeniu de Savoia, a fost comandant militar și președintele administrației imperiale a Banatului (în perioada 1716 - 1734), menținându-se astfel influența armatei în cadrul administrației. În 15 aprilie 1718 a fost numit, prin decret imperial, general comandant al Banatului. În 29 iunie 1734, a căzut în bătălia pentru castelul Crocetta, în apropiere de Parma. Este înmormântat în catedrala din Reggio Emilia (Italia). 
După lupta de la Zenta a primit în 1697 gradul de Maior. A luptat în bătălia de apărare a Vienei contra invaziei otomane din 1683, în Ungaria (1684–90), în Italia (1701) cu decorație, în 1702 a comandat un regiment de Cuirasieri pe Rin, a luptat împotriva invaziei franceze a Renaniei, în 1701-1702 a ajuns la Cremona prizonier ai armatei franceze, fiind numit apoi Locotenent-Feldmareșal. A eliberat în 1706 localitatea Landau (Palatin) de sub ocupație franceză. În lupta contra otomanilor din 1716 a contribuit la victorie, acoperind asediul Timișoarei în 1716 și a luat parte la asediul Belgradului in 1717 cu decorație, a fost comandant în 1718 în războiul dintre Austria și Spania în Sicilia. În 1719 a devenit general comandant în Italia. Din 1720 a fost guvernator administrativ al Banatului unde și-a făcut renume în reconstrucția și cultura Banatului. În 1733, ca Feldmareșal, a preluat comanda supremă a armatei imperiale în Italia. A murit în 29 iunie 1734, în timpul unui atac asupra castelului fortificat Crocetta, în apropiere de Parma.

## Monument
În 3 august 2009, cu ocazia zilei Timișoarei, a fost dezvelit un bust al său, situat în Parcul Central.

## Edificii construite de contele Mercy
- Palatul Mercy din Timișoara, str. Proclamația de la Timișoara, nr. 7, Timișoara
- Castelul Mercy din Carani, satul Carani, comuna Sânandrei, județul Timiș (în stare de degradare)

Imagini cu edificiile respective pot fi găsite pe pagina Direcției de Monumente Istorice Timișoara Arhivat în 12 aprilie 2010, la Wayback Machine., la secțiunea "Arhitectură", poziția 130 respectiv 170.